# Герцогиня Буффало
«Герцогиня Буффало» (англ. The Duchess of Buffalo) — американська комедійна мелодрама режисера Сідні Франкліна 1926 року.

## Сюжет
Американська танцівниця під час турне по більшовицькій Росії відчуває потяг до молодого армійського офіцера, і відчуття взаємне. Проте батько офіцера — великий князь Росії, і він має види на дівчину і тому відмовляє його синові у одруженні на нії. Ускладнення виходять в результаті.

## У ролях
- Констанс Толмадж — Маріан Дункан
- Тулліо Кармінаті — Володимир Орлов
- Едвард Мартіндел — великий князь Григорій Олександрович
- Роуз Діоне — велика княгиня Ольга Петрівна
- Честер Конклін — менеджер готелю
- Лоуренс Грант — командир
- Марта Франклін — покоївка
- Жан Де Брік — ад'ютант
- Еллінор Вандервеєр — леді в очікуванні